# Hermann von Winckler
Hermann von Winckler (* 14. April 1799 in Kassel; † im 19. Jahrhundert) war ein deutscher Gutsbesitzer  und Mitglied der Zweiten Kammer der kurhessischen Ständeversammlung.

## Leben
Hermann von Winckler war Gutsbesitzer in Künzell und erhielt 1860 ein Mandat für die Zweite Kammer des kurhessischen Landtags. Er wurde als Vertreter der größeren Grundbesitzer in das Parlament gewählt und blieb dort bis 1861.
Die Ständeversammlung wurde nach den Unruhen im Jahre 1830 zum Zweck der Beratung und Verabschiedung einer Verfassung gebildet und hatte bis 1866 Bestand, als das Land Hessen durch Preußen annektiert wurde.